# Beatrix Campbell
Mary Lorimer Beatrix Campbell, (abans Barnes; nascuda el 3 de febrer de 1947) és una escriptora i activista britànica que ha escrit per a unes quantes publicacions des de principis dels 1970s. Els seus llibres inclouen Wigan Pier Revisited (1984), Goliath: Britain's Dangerous Places (1993) i Diana, Princess of Wales: How Sexual Politics Shook the Monarchy (1998). També ha fet pel·lícules, incloent-hi to the Children (1990), un documental sobre abús infantil.

## Primers anys de vida
Campbell va néixer a Carlisle, Cumberland, Anglaterra. Va estuidar a la Harraby Secondary Modern School i a l'institut Carlisle and County High School for Girls. Els seus pares, Jim i Catherine Barnes, eren membres del Partit Comunista. Tenia dos germans petits.

## Vida personal
Beatrix Barnes va agafar el nom Beatrix Campbell després de casar-se amb Bobby Campbell, un antic muntador de drassanes de Glasgow, qui era part de la renaixença de les polítiques i música radicals a l'Escòcia de principis de 1960. Es van conèixer a Londres a finals de 1966 i visqueren en una comuna a Tower Hamlets. Es van divorciar l'any 1978 però mantingueren una amistat propera fins que Bobby va morir en 1998. Ell va encoratjar a Beatrix perquè agafés una feina periodística, i ella va unir-s'hi al diari comunista The Morning Star, antigament The Daily Worker, on ell era corresponsal. Va convertir-se en una sub-editora i després en una reportera. Va implicar-se fortament en el moviment d'alliberament de la dona en 1970, i des d'aquell moment es va orientar cap als problemes de les dones. Després de declarar-se lesbiana amb 23 anys, Campbell es va casar amb una dona, i tal com ella apuntava, sense que importés la distinció entre "parella civil" i "casades".

## Vida política i laboral
Campbell tenia 14 anys quan, en 1961, va participar en la marxa de la Campanya pel Desarmament Nuclear des d'Aldermaston a Londres en protesta contra les armes nuclears, i encara era una adolescent quan va entrar al Partit Comunista. En aquells temps, el partit estava profundament dividit sobre la seva relació amb la Unió Soviètica. Pertanyia a la branca anti-estalinista que s'oposava a la invasió soviètica de Txecoslovàquia de 1968. A Londres, ella i Bobby van unir-se a un grup dissident dins del Partit Comunista fundat pel professor universitari Bill Warren, que criticava tant l'estalinisme com la política econòmica del partit.
Des de principis dels 1970s, la participació de Campbell dins del Partit Comunista era cada cop més des d'una perspectiva feminista; que la va portar a qüestionar els principis del Partit, per la seva aproximació política a l'organització entre dones, i per la seva estratègia en general. Geoff Andrews va escriure sobre les seves opinions en el llibre End Games and New Times: The Final Years of British Communism 1964–1991, que el feminisme havia "esdevingut una prioritat, i no estava subordinat a un fi més gran. Era una part crucial per redefinir el socialisme". Campbell va ser una de les del grup de periodistes a The Morning Star que, als principis dels 1970s, va desafiar l'editor a trencar amb els lligams exclusius amb el Partit Comunista i el moviment sindical que tenia el diari, i a que obrís un diàleg amb els nous moviments socials emergents. Quan Tony Chater va ser designat editor el 1976, Campbell va sentir que l'esforç per reformar l'Star havia estat en va, i va dimitir i s'uní al diari Marxism Today i al Gramscian New Times.
Cap al final dels 1970s Campbell treballava principalment per Time Out, el personal del qual estava implicat en una llarga vaga i ocupació en 1981 per l'igualtat de sou i pel dret de tots els empleats a ser consultats sobre inversions més grans. Finalment, ella i la majoria d'empleats va marxar i començaren una revista cooperativa, City Limits, a Londres.
L'aparició del moviment d'alliberament de la dona va canviar la vida de Campbell. Amb Nell Myers, van crear un grup per l'alliberament de la dona a Stratford, East London, i en 1972 va ser en el grup de dones del Partit Comunista que van fundar Red Rag. Immediatament es va obrir a altres dones, descrivint-se no tan sols com a marxista sinó com una "publicació feminista", i va definir el feminisme com "el moviment polític que sorgeix com a resposta de les dones a la seva pròpia opressió". Quan el Partit Comunista va prohibir Red Rag, la resposta col·lectiva de l'editorial va ser "vosaltres no ho podeu prohibir" i van continuar funcionant durant 10 anys més.
Als 1980s, els escrits de Campbell es van centrar en la transformació de la Gran Bretanya pel Thatcherisme. Va emprendre un viatge de sis mesos per Anglaterra i va escriure una crítica polèmica al llibre de George Orwell The Road to Wigan Pier (1937) i el que ella considerava la miopia del socialisme sexista. Va investigar l'atracció a les dones del Partit Conservador. També va associar-se políticament i professional amb l'aparició del municipalisme radical, concretament a Londres, sota la direcció del laborista Ken Livingstone.
En 1998 Campbell va denunciar al consell de la ciutat de Newcastle acusacions d'abús infantil a la guarderia de Shieldfield de la ciutat l'any 1993. Va explicar que la investigació del consell fou "rigorosa" i que havia trobat "proves persuasives d'abús sexual i sàdic de fins a 350 infants". Els suposats autors eren treballadors de la guarderia, Dawn Reed i Christopher Lillie, qui ja havien sigut absolts de múltiples càrrecs en un judici criminal en 1994. Posteriorment, aquests havien denunciat el Consell, l'"Equip de Revisió Independent" que va produir l'informe, i el diari local Evening Chronicle per difamació. Una de les quatre persones de l'Equip de Revisió Independent era una companya de feina propera a Campbell, Judith Jones. Campbell va escriure en favor de les suposicions, ara desacreditades.

## Obres seleccionades
- Sweet Freedom: Struggle for Women's Liberation, per Anna Coote, Beatrix Campbell & Christine Roche (1982), Picador Books
- Wigan Pier Revisited: Poverty and politics in the Eighties, Beatrix Campbell (1984), Virago Press
- The Iron Ladies: Why Do Women Vote Tory? per Beatrix Campbell (1987), Virago Press
- Unofficial Secrets: Child Abuse – The Cleveland Case, per Beatrix Campbell (1988), Virago Press
- Goliath: Britain's Dangerous Places, Beatrix Campbell (1993), Methuen Books
- Diana, Princess of Wales: How Sexual Politics Shook the Monarchy, per Beatrix Campbell (1998), Women's Press
- And All the Children Cried, per Beatrix Campbell i Judith Jones (2005), Oberon Books
- Agreement: The State, Conflict and Change in Northern Ireland, per Beatrix Campbell (2008), Lawrence & Wishart
- End of Equality per Beatrix Campbell (2014), Seagull.